# Mount Stephen (Antarktika)
Mount Stephen ist ein 810 m hoher Berg im ostantarktischen Viktorialand. In den Prince Albert Mountains ragt er 10 km östlich des Mount Howard auf.
Der United States Geological Survey kartierte ihn anhand eigener Vermessungen und mithilfe von Luftaufnahmen der United States Navy zwischen 1956 und 1962. Das Advisory Committee on Antarctic Names benannte ihn 1968 nach dem US-amerikanischen Meteorologen Ronald R. Stephen, Mitglied der Wintermannschaft des Jahres 1966 auf der Amundsen-Scott-Südpolstation.